# باول غوستافسون
باول غوستافسون (بالفنلندية: Paul Gustafsson)‏ هو دبلوماسي فنلندي، ولد في 9 أبريل 1923، وتوفي في 23 مارس 2002.